# Fabrizio di Capua
Fabrizio di Capua (... – 1428) è stato un nobile, ciambellano e condottiero italiano, conte di Conza.

## Biografia
Nato in data e luogo sconosciuti da Bartolomeo di Capua, 2º conte d'Altavilla, ed Andrea Acciaiuoli, cui lo scrittore Giovanni Boccaccio dedicò la sua opera letteraria De mulieribus claris, sin da giovane venne avviato alla carriera militare. La prima notizia che si ha di lui risale all'estate del 1413, quando con Ottino de Caris sottrasse ai fuoriusciti di Perugia il castello di Torgiano ed attaccò i feudi circostanti spingendosi fino al territorio di Viterbo; insieme a questi, a Ceccolino Michelotti e a Conte da Carrara fronteggiò a Ponte Pattoli le milizie di Braccio da Montone e Paolo Orsini. Due anni dopo fu al servizio della regina del Regno di Napoli Giovanna II d'Angiò-Durazzo per contrastare la compagnia di ventura di Muzio Attendolo Sforza; tuttavia, non contento della notizia della scarcerazione di questi da parte di Pandolfello Piscopo, gran camerlengo del reame ed amante della sovrana, che in più gli concesse in sposa sua sorella Caterina "Catella", si volse ad occupare Capua insieme al fratello Giulio Cesare. Raggiunto dallo Sforza e da suo cugino Lorenzo Attendolo, fu costretto a rinchiudersi a Castel Morrone, dove infine si arrese. Si schierò quindi l'anno seguente con Giacomo II di Borbone-La Marche, nuovo marito della regina, il quale però sin da subito impose la propria preminenza a corte, imprigionando lei e lo Sforza e costringendo i parenti di quest'ultimo a condurre degli scontri a Napoli per liberarlo. Nel 1417, pentitosi delle proprie azioni, insieme a suo fratello Giulio Cesare decise di impegnarsi a liberare la sovrana; il fratello verrà poi scoperto e decapitato e Fabrizio passerà nel 1419 a militare per lo Stato Pontificio e nel 1421 per il duca di Milano Filippo Maria Visconti. Nel biennio 1423-1425 stazionò, nell'ordine, a Brescia, Forlì, Carpegna, Magliano, Rocca San Casciano, Citerna e Monterchi. Nel 1426 si stabilì definitivamente in Lombardia e tornò a Brescia per difenderla dagli attacchi apportati dal Carmagnola, militante per la Repubblica di Venezia. Con Erasmo da Trivulzio e Niccolò Piccinino conquistò Casalmaggiore ed affrontò a più riprese il Carmagnola, in scontri che culminarono nella battaglia di Maclodio del 12 ottobre 1427, dove fu sconfitto. Ammalatosi a Soncino, morì nel 1428.

## Ascendenza
|                      |                    |                       | Genitori |  |  | Nonni |  |  | Bisnonni          |  |  | Trisnonni           |  |
|                      |                    |                       |          |  |  |       |  |  | Giovanni di Capua |  |  | Bartolomeo di Capua |  |
|                      |                    |                       |          |  |  |       |  |  | Giovanni di Capua |  |  | Bartolomeo di Capua |  |
|                      |                    | Mattia di Franco      |          |  |  |       |  |  | Giovanni di Capua |  |  |                     |  |
| Roberto di Capua     |                    |                       |          |  |  |       |  |  | Giovanni di Capua |  |  |                     |  |
|                      |                    | Jacopa di Caggiano    | ?        |  |  |       |  |  |                   |  |  |                     |  |
|                      |                    | Jacopa di Caggiano    | ?        |  |  |       |  |  |                   |  |  |                     |  |
|                      |                    | Jacopa di Caggiano    | ?        |  |  |       |  |  |                   |  |  |                     |  |
| Bartolomeo di Capua  |                    | Jacopa di Caggiano    |          |  |  |       |  |  |                   |  |  |                     |  |
|                      |                    | ?                     | ?        |  |  |       |  |  |                   |  |  |                     |  |
|                      |                    | ?                     | ?        |  |  |       |  |  |                   |  |  |                     |  |
|                      |                    | ?                     | ?        |  |  |       |  |  |                   |  |  |                     |  |
| ?                    |                    | ?                     |          |  |  |       |  |  |                   |  |  |                     |  |
|                      |                    | ?                     | ?        |  |  |       |  |  |                   |  |  |                     |  |
|                      |                    | ?                     | ?        |  |  |       |  |  |                   |  |  |                     |  |
|                      |                    | ?                     | ?        |  |  |       |  |  |                   |  |  |                     |  |
| Fabrizio di Capua    |                    | ?                     |          |  |  |       |  |  |                   |  |  |                     |  |
|                      | Niccolò Acciaiuoli | Guidalotto Acciaiuoli |          |  |  |       |  |  |                   |  |  |                     |  |
|                      | Niccolò Acciaiuoli | Guidalotto Acciaiuoli |          |  |  |       |  |  |                   |  |  |                     |  |
|                      | Niccolò Acciaiuoli | Ghisella ?            |          |  |  |       |  |  |                   |  |  |                     |  |
| Acciaiolo Acciaiuoli | Niccolò Acciaiuoli |                       |          |  |  |       |  |  |                   |  |  |                     |  |
|                      |                    | Piera Manzuoli        | ?        |  |  |       |  |  |                   |  |  |                     |  |
|                      |                    | Piera Manzuoli        | ?        |  |  |       |  |  |                   |  |  |                     |  |
|                      |                    | Piera Manzuoli        | ?        |  |  |       |  |  |                   |  |  |                     |  |
| Andrea Acciaiuoli    |                    | Piera Manzuoli        |          |  |  |       |  |  |                   |  |  |                     |  |
|                      |                    | ?                     | ?        |  |  |       |  |  |                   |  |  |                     |  |
|                      |                    | ?                     | ?        |  |  |       |  |  |                   |  |  |                     |  |
|                      |                    | ?                     | ?        |  |  |       |  |  |                   |  |  |                     |  |
| Guglielmina Pazzi    |                    | ?                     |          |  |  |       |  |  |                   |  |  |                     |  |
|                      |                    | ?                     | ?        |  |  |       |  |  |                   |  |  |                     |  |
|                      |                    | ?                     | ?        |  |  |       |  |  |                   |  |  |                     |  |
|                      |                    | ?                     | ?        |  |  |       |  |  |                   |  |  |                     |  |
|                      |                    | ?                     |          |  |  |       |  |  |                   |  |  |                     |  |

## Discendenza
Si sposò con Covella Gesualdo, che gli diede quattro figli e tre figlie:
- Luigi, primogenito, il quale ereditò tutti i possedimenti del padre[2];
- Matteo, duca di Atri, conte di Palena e viceré degli Abruzzi, il quale sposò prima una nobile di Crema di nome Caterina e poi Raimondella del Balzo[2];
- Francesco[2];
- Giovanni Maria, il quale sposò una dama della casata dei Della Marra, il cui nome è ignoto[2];
- Laura, andata in sposa ad Altobello Marzano[2];
- Francesca, la quale sposò Onorato II Caetani[2];
- Lucrezia[2].

Aveva avuto inoltre un figlio illegittimo di nome Bernardo.